# 北京市昌平区博物馆
40°13′16″N 116°15′19″E / 40.2210689°N 116.2553628°E
北京市昌平区博物馆，位于北京市昌平区府学路10号昌平图书馆2层，是昌平区的区级博物馆。

## 简介
1988年，昌平县博物馆成立。馆舍位于昌平区昌平公园弘文阁，是二层楼房，建筑面积1300平方米，陈列面积300平方米。1988年5月起，该博物馆开始筹备建馆及布置陈列。同年9月开馆，同时推出第一个展览《昌平县十年改革成就展览》。1989年，该馆举办《昌平县出土文物展》，展示昌平历年出土文物140多件，成为该馆的固定展览之一。1990年5月至1991年3月，该馆自首都博物馆引进《李大钊同志生平事迹展览》。1999年，随着昌平县改为昌平区，昌平县博物馆改为昌平区博物馆。 
2004年12月18日，昌平区博物馆新馆正式开放。新馆位于昌平区府学路10号昌平图书馆2层。